# Творческий вечер
Творческий вечер — концерт или спектакль, посвящённый творческой деятельности актёра, музыканта, писателя или поэта. Может быть посвящён памятной дате или приурочен к юбилею творца. В отличие от бенефиса творческий вечер — это концертная программа, состоящая из отдельных номеров, исполняемых артистом или созданных им, и предполагающая общение с публикой.
На то, что в практике советского театра творческий вечер стал полноценным театральным жанром, указывал А. М. Эскин, занимавшийся организацией творческих вечеров известных иногородних актёров Центральном Доме Актёра в то время, когда коллективы, в которых служили эти актёры, гастролировали в Москве. В то же время режиссёр Пётр Фоменко относился к этому жанру скептически, замечая: «Когда я слышу словосочетание „творческий вечер“, мне кажется, артист уходит на пенсию, и это репетиция его похорон». Сходной точки зрения придерживался и актёр Игорь Ильинский: «Непонятная и нелюбимая мною „шапка“ для афиши. Что это такое „творческий вечер“? Любой вечер артиста любого вида искусства уже сам по себе творческий», — отмечал он, выступая против эклектичного сочетания в одной программе фрагментов из ролей, декламационных этюдов, минилекций и анекдотов из жизни артиста.